# Andreas Karlstadt

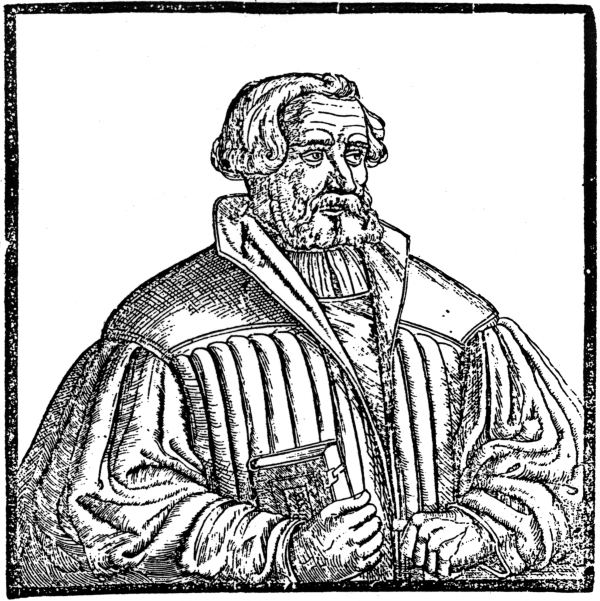
Andreas Bodenstein z Karlstadt, portret z lat 1541/1542

Andreas Rudolph Bodenstein von Karlstadt, znany powszechnie jako Andreas Karlstadt (ur. w 1486 w Karlstadt, zmarł 24 grudnia 1541 w Bazylei) – niemiecki teolog protestancki z okresu reformacji.

## Życiorys
Karlstad studiował w Erfurcie i Kolonii. W 1510 został doktorem teologii na Uniwersytecie w Wittenberdze. W tym samym roku został archidiakonem i przełożonym wydziału teologii. Brał udział w przyznawaniu Marcinowi Lutrowi stopnia doktora. W latach 1515–1516 studiował prawo kanoniczne i prawo świeckie w Rzymie. Poparł hasła Marcina Lutra, brał udział w dyspucie lipskiej, a podczas jego pobytu na zamku Wartburg realizował hasła reformacji w Wittenberdze.
W roku 1520 w swoim dziele De Canonicis Scripturis Libellus jako pierwszy z teologów okresu reformacji odrzucił księgi deuterokanoniczne jako niekanoniczne.
Wprowadził Wieczerzę Pańską pod obiema postaciami, potępiał kult relikwii, posągów i obrazów. Wystąpienie Karlstadta wywołało rozwój radykalnych nurtów reformacji i doprowadziło do tumultów. Sytuację uspokoił Marcin Luter. Karlstadt zerwał z Lutrem i dołączył do ruchu anabaptystów. Jednak podczas wojny chłopskiej chronił się w domu Lutra przez osiem tygodni. Następnie udał się do Szwajcarii, gdzie był kaznodzieją. Zmarł w 1541 w Bazylei wskutek epidemii dżumy.
Karlstad w przeciwieństwie do Lutra popierał memorializm (pogląd o jedynie symbolicznej obecności Chrystusa w Eucharystii) i odrzucał chrzest dzieci. Był ikonoklastą. W przeciwieństwie do Lutra, opowiadał się także za odrzuceniem niedzieli i powrotem do biblijnego sabatu, czyli soboty.

## Dzieła
- De Canonicis Scripturis Libellus (1520)